# Enrique Maier
Pour les articles homonymes, voir Maier.
Enrique Maier Müller (31 décembre 1910, Barcelone - 22 août 1981, Madrid), est un joueur de tennis et industriel espagnol.

## Biographie
Plus connu sous le nom de « Bubi Maier », il était le fils de l'industriel Otto Maier et d'Isabel Müller, tous deux d'origine allemande et grands adeptes du sport. Son père est l'un fondateur du FC Barcelone, dans lequel il a joué et a exercé des fonctions administratives. Sa mère était une passionnée de tennis, et a transmis sa passion à ses enfants (Enrique, Rosario et Isabel) qui ont commencé à le pratiquer très jeune. À l'âge de trois ans, il reçoit des cours de Romeo Acquarone au « Lawn Tennis del Turó », club affilié a l'Association de Lawn Tennis de Barcelone.
Il débute dans la compétition à lâge de quatorze ans, que ce soit au niveau national ou international, spécialement en Suisse, et joue en simple, en double et en mixte avec sa mère pour partenaire. En 1926, il remporte le championnat de Catalogne en simple junior. L'année suivante il remporte le championnat de Thoune (Suisse) en simple et en double, et la même année débute en équipe d'Espagne de Coupe Davis contre la France, à seulement seize ans. 
Il participe en 1929 au Tournoi de Wimbledon, son préféré. Il devient ainsi le premier espagnol a remporter un titre dans ce tournoi, en remportant en 1932 le double mixte avec l'américaine Elizabeth Ryan (1892-1979) en battant la paire Harry Hopman/Josane Sigart 7-5, 6-2. Il y atteint également les quarts de finale en battant au passage Jean Borotra mais perdant face à l'américain Ellsworth Vines, futur vainqueur du tournoi. Il n'atteindra plus jamais ce stade de la compétition.
En 1935 il participe aux Internationaux des États-Unis, au Longwood Cricket Club (Boston, Massachusetts), et y remporta le double mixte avec l'américaine Sarah Palfrey (1912-1996), en battant la paire tchéco-allemande Roderich Menzel/Kay Stammers 6-4, 4-6 y 6-3, il obtient ainsi son deuxième titre du Grand-Chelem. Il dispute également sa seule participation au Tournoi de Roland-Garros, perdant au troisième tour contre Fred Perry.
Sa présence était fréquente les tournois de moindre catégorie: Portugal, Suisse, Monte-Carlo, Allemagne, France ou Royaume-Uni, ses partenaires étaient principalement Gottfried von Cramm, avec lequel il a remporté les championnats d'Allemagne en double en 1933, ou Jacques Brugnon ou en mixte avec Ida Adamoff ou Cilly Aussem, entre autres. Il resta ami avec eux toute sa vie notamment avec  Jacques Brugnon (1895-1978), Christian Boussus (1908-2003), Jean Borotra (1898-1994), Bernard Destremau qu'il aidera à rejoindre la France Libre en 1943, Gottfried von Cramm (1909-1976) et Roderich Menzel (1907-1987). Avec certains d'entre  eux, il joua en Afrique du Sud entre le 20 novembre 1932 et 12 février 1933, puis une tournée australienne entre le 17 octobre 1934 et le 4 avril 1935, jouant à Sydney, Melbourne, Perth et Adélaïde contra les Australiens Harry Hopman, Jack Crawford, Adrian Quist et Vivian McGrath ou les Britanniques Fred Perry et Patrick Hughes. À son retour d'Australie, il est invité par l'association tennis des Indes orientales néerlandaises avec l'Italien Giorgio De Stefani pour disputer des exhibitions. 
Après la guerre civile, il abandonne le tennis pour se consacrer au golf. Il remporte ainsi les championnats de Deauville (France) en 1954 et d'Estoril (Portugal) en 1955. 

## Titres en double mixte
|   | Date | Nom et lieu du tournoi                    | Cat.      | ($) | Surface      | Partenaire     | Finalistes                   | Score         |          |
| - | ---- | ----------------------------------------- | --------- | --- | ------------ | -------------- | ---------------------------- | ------------- | -------- |
| 1 | 1932 | The Championships, Wimbledon              | G. Chelem |     | Herbe (ext.) | Elizabeth Ryan | Josane Sigart Harry Hopman   | 7-5, 6-2      | Parcours |
| 2 | 1935 | US Women's National Champ’s, Forest Hills | G. Chelem | 0   | Herbe (ext.) | Sarah Palfrey  | Kay Stammers Roderich Menzel | 6-4, 4-6, 6-3 | Parcours |